# Kleinenberg
Kleinenberg is een plaats in de Duitse gemeente Lichtenau (Westfalen), deelstaat Noordrijn-Westfalen, en telt 1394 inwoners (2007).